# Zucchiella
Zucchiella is een geslacht van rechtvleugeligen uit de familie krekels (Gryllidae). De wetenschappelijke naam van dit geslacht is voor het eerst geldig gepubliceerd in 1990 door de Mello.

## Soorten
Het geslacht Zucchiella omvat de volgende soorten:
- Zucchiella atlantica de Mello, 1990
- Zucchiella matiottiae Pereira, Sperber & Lhano, 2011